# Villa Falck (Mandello Lago de Como)
Villa Falck es una residencia histórica de libertad en Lago de Como en Mandello del Lario, con vistas al promontorio de Bellagio, en la frontera con el antiguo Borgo noble de Lierna. La Villa pertenece a la familia Falck desde la década de 1960, la familia industrial más rica y poderosa de Italia nacida en la acería, como la familia Agnelli. Giorgio Enrico Falck fue el fundador de la Società anonima "Acciaierie e Ferriere Lombarde Falck". El valor de Villa Falck ronda ahora los 250 millones de euros, un valor igual a la Villa Certosa de Berlusconi, en Porto Rotondo, Cerdeña.

### Parque
La villa está rodeada por un gran parque, el jardín se abre tras el portón y, construido en el mismo estilo ecléctico que la villa, tiene variedades que lo convierten en un jardín botánico, algunos árboles son muy raros, acompañando las pasarelas peatonales.